# Grewia philippinensis
Grewia philippinensis là một loài thực vật có hoa trong họ Cẩm quỳ. Loài này được G.Perkins mô tả khoa học đầu tiên năm 1904.